# Будівельний степлер

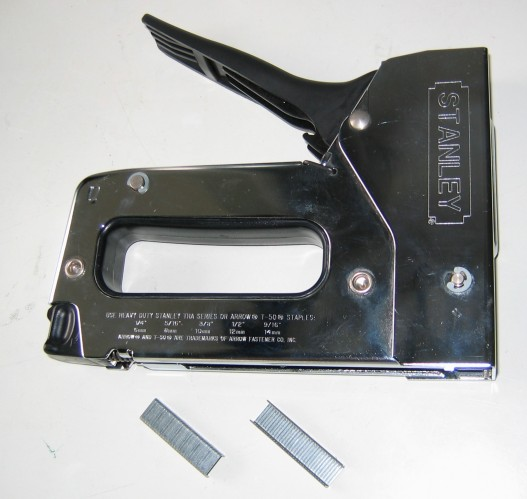

Будівельний степлер, скобозабивач — ручний інструмент для кріплення різних матеріалів шляхом прибивання скобами до основи.

## Застосування
Використання скоб обумовлено значним збільшенням (у порівнянні, наприклад, з цвяхами) площі, на якій скоба притискає матеріал, що закріплюється, до основи. Скобами часто кріплять оббивну тканину до меблів, плакати до стін і щитів, оргалітові задні стінки до шаф, пароізоляцію до дерев'яних конструкцій тощо.
Оскільки скоби зберігаються всередині і для роботи не потрібно розгонистих рухів, кріпити використовувати степлер в ряді випадків набагато зручніше, ніж молоток та цвяхи.

## Конструкція, та принцип роботи
Степлер складається з механізму подачі скоб, силової ударної пружини, ручки зведення та регулятора сили удару.
Силова ударна пружини зводиться при натисканні на ручку зведення, при цьому степлер також притискає матеріал до основи. При досягненні зусилля натискання встановленої регулятором сили пружини зривається і б'є про складі. При цьому скоба пробиває матеріал, що підлягає закріпленню, і входить у основу. Сила удару якісного степлера достатня для прибивання 3-4 мм фанери.